# Alfredo Gianotti
Alfredo Gianotti (Montevideo, 9 de diciembre de 1967), también conocido como Chole Gianotti o simplemente Chole, es un cantante, compositor, guitarrista, productor discográfico y docente uruguayo, principalmente popular por ser el fundador y líder de las bandas de rock y reggae Abuela Coca y Congo. Desde el año 2015 comenzó su carrera solista.

## Carrera
Los primeros trabajos de Gianotti en la industria musical fueron en bandas como Franco Francés, Industria Uruguaya, La Banda Pi, entre otras. Formó parte de la banda de reggae Kongo Bongo, luego conocida como Congo, entre 1987 y 1992, la cual fue telonera de Mano Negra en un concierto en Uruguay. Luego de su desvinculación de Congo, fundó junto con Fernando Rodríguez, Javier Bonga y Omar Santiago la banda de rock Abuela Coca, por la que luego pasarían más de veinte músicos. Con la banda, grabaron los álbumes Abuela Coca, Después te explico, El ritmo del barrio, El cuarto de la abuela, Asesinosson, Vos, 20 Años y 25 Años. Formó parte de giras internacionales por Sudamérica y Europa, y se convirtieron en un ícono popular del Uruguay.
En el año 2015 inició su carrera solista bajo el nombre artístico de Chole. El 5 de mayo del mismo año fue lanzado su primer disco homónimo en su carrera solista bajo el sello discográfico de Montevideo Music Group. El mismo, al año siguiente, fue ganador de un Premio Graffiti a Mejor Álbum de Reggae y Música Urbana.
En el año 2018 Abuela Coca anunció su separación con dos conciertos despedida en la Sala del Museo del Carnaval el 22 y 23 de diciembre del mismo año. Desde ese momento se dedicó a su carrera solista.
El 10 de febrero de 2020 lanzó su segundo álbum de estudio solista titulado Sólo cosas buenas. Obtuvo una nominación a los Premios Graffiti.
A finales del año 2021 lanzó Juntos (Mmg Sesions), su tercer álbum de estudio producido durante la Pandemia de COVID-19, formado exclusivamente por colaboraciones con Emiliano Brancciari, Jorge Nasser, Gabriel Peluffo, Mario Carrero, El Alemán, Maia Castro, Clipper, Andrés Beltrán. Claudio Martínez y DJ RC. En 2022 realizó una gira musical por el interior del Uruguay para la promoción del disco.

## Discografía

### ConAbuela Coca
- Abuela Coca (1996)
- Después te explico (1998)
- El ritmo del barrio (2001)
- El cuarto de la abuela (2005)
- Asesinosson (2007)
- Vos (2010)
- 20 Años (2012)
- 25 Años (2018)

### Solista
- Chole (2015)
- Sólo cosas buenas (2020)
- Juntos (2021)

## Premios y nominaciones
| Año  | Premiación       | Categoría                             | Dirigido a        | Resultado |
| ---- | ---------------- | ------------------------------------- | ----------------- | --------- |
| 2016 | Premios Graffiti | Mejor Álbum de Reggae y Música Urbana | Chole             | Ganador   |
| 2020 | Premios Graffiti | Mejor Álbum Pop                       | Sólo cosas buenas | Nominado  |